# Konstantin Filippoff

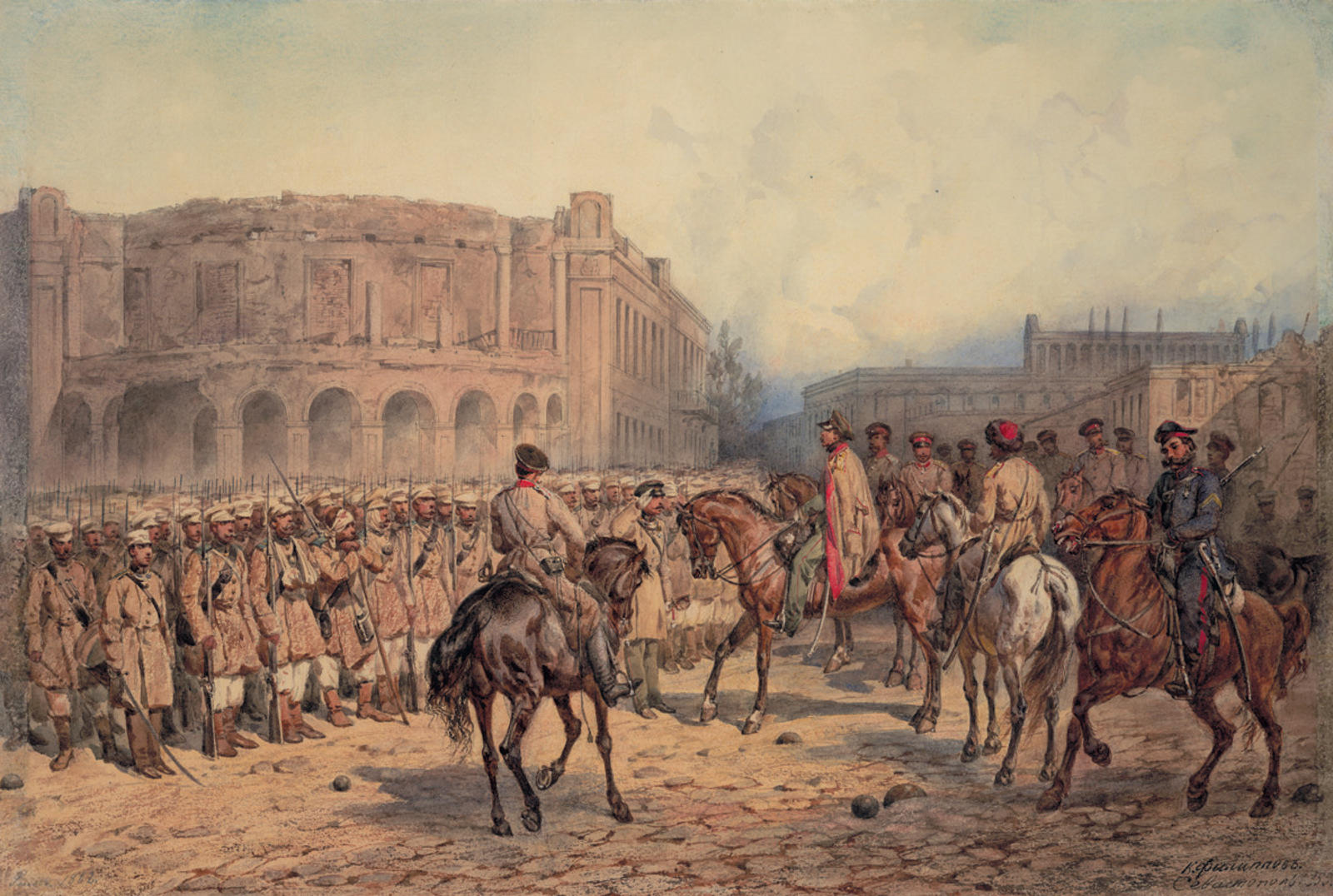
Scen från Sevastopol

Konstantin Nikolaevitj Filippoff, född 1830, död 12 juli 1878 i Jalta, var en rysk målare av genre- och bataljmålningar.
Konstantin Filippoff studerade 1850-1858 på Ryska konstakademien i Sankt Petersburg under Bogdan Willvelde. Han fick flera medaljer, bland annat "stor guldmedalj" 1858 för målningen Vägen mellan Simferopol och Sevastopol 1855, med truppens rörelse längs den.
Efter att ha bott ett år i Warszawa i Polen för att göra bataljmålningar för Konungariket Polens guvernör, reste han utomlands på konstnärsstipendium till 1863, bland annat till Paris och Rom. Han vistades från 1864 också i Kaukasus.  
Konstantin Filippoff tillbringade de senare åren av sitt liv vid Krims kust och dog i Jalta.

## Bildgalleri

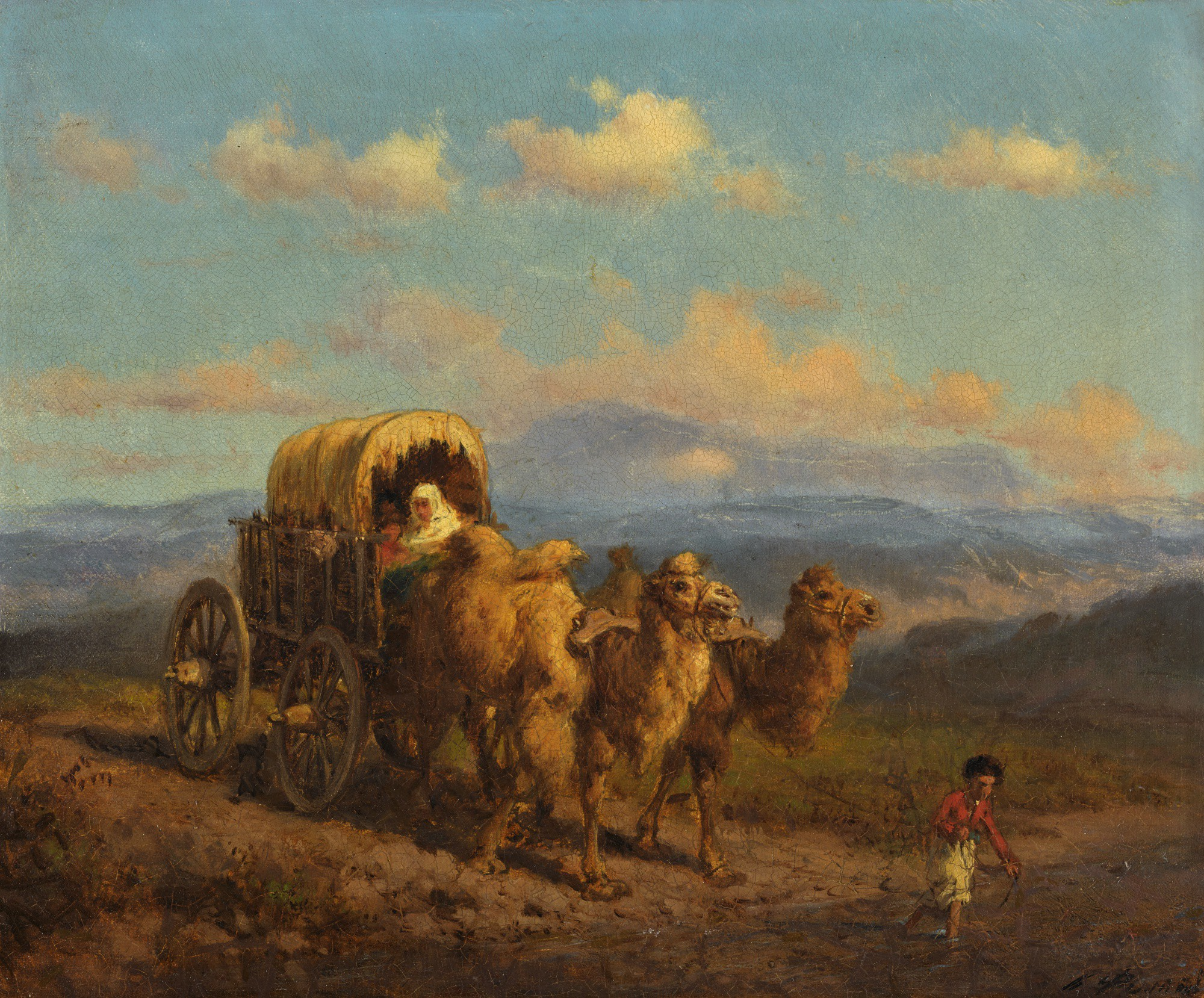
Kameldragen vagn
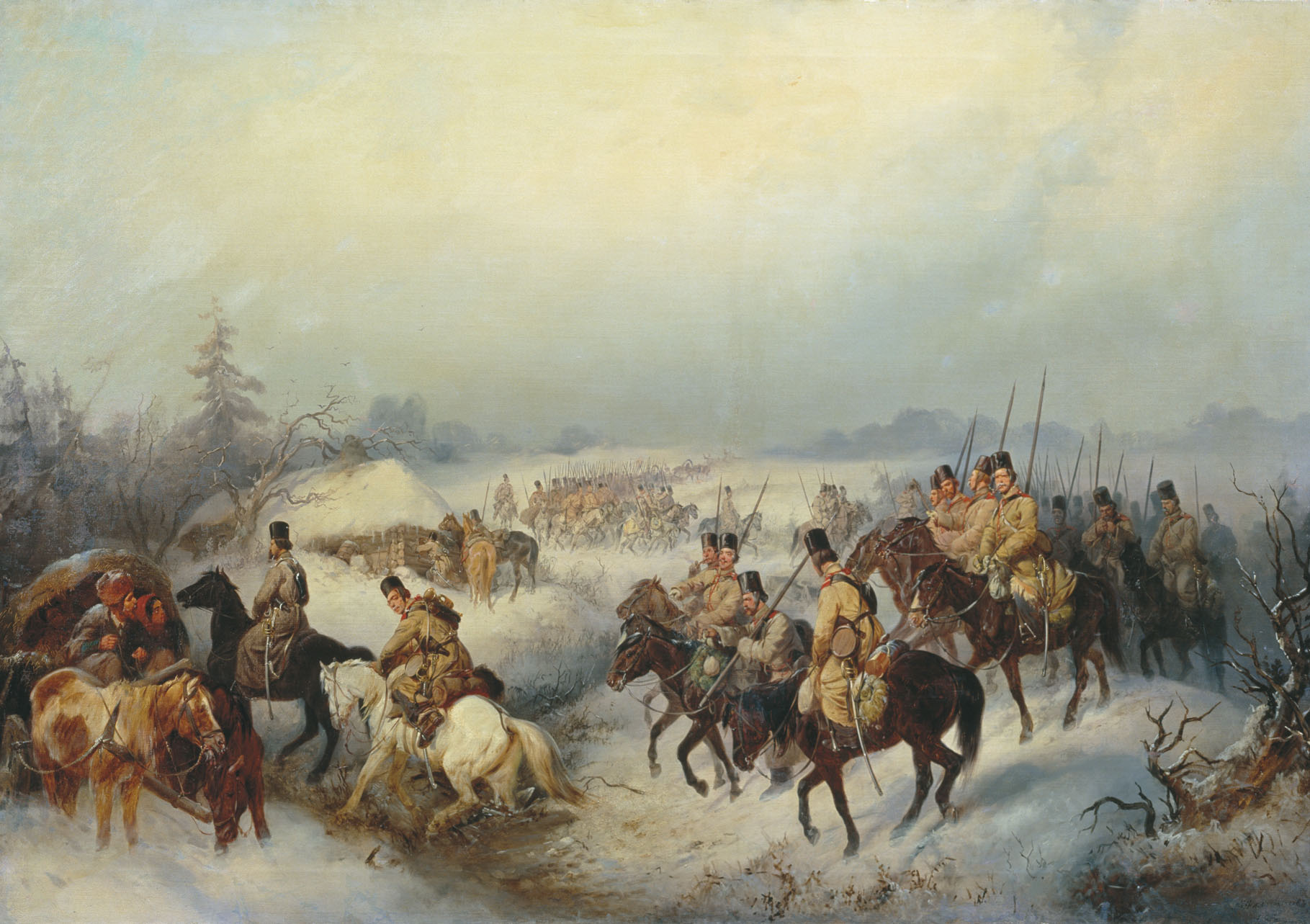
Kosackkavalleri, 1851
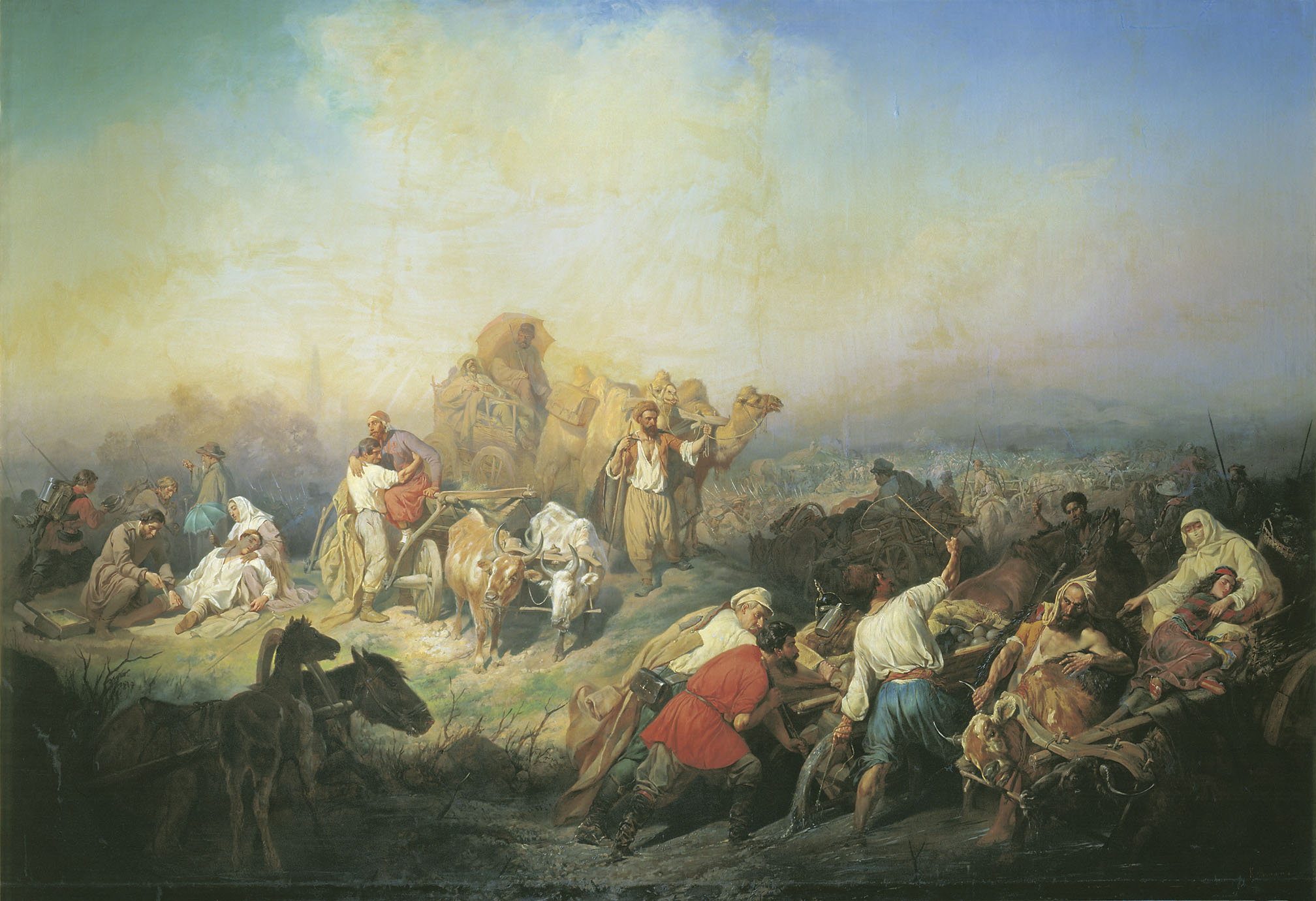
Vägen mellan Simferopol och Sevastopol 1855, med truppens rörelse längs den, 1855
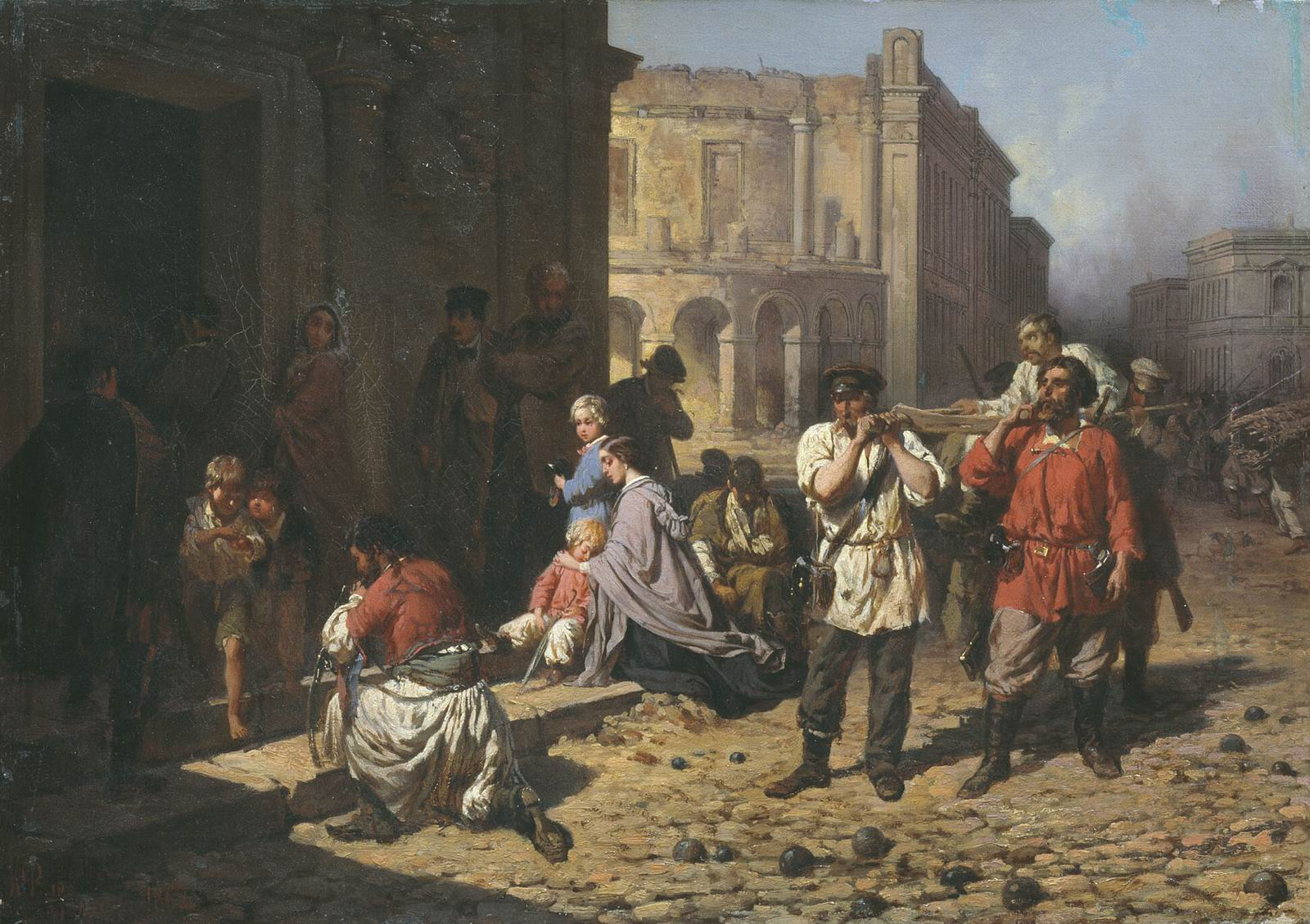
I det belägrade Sevastopol, 1862
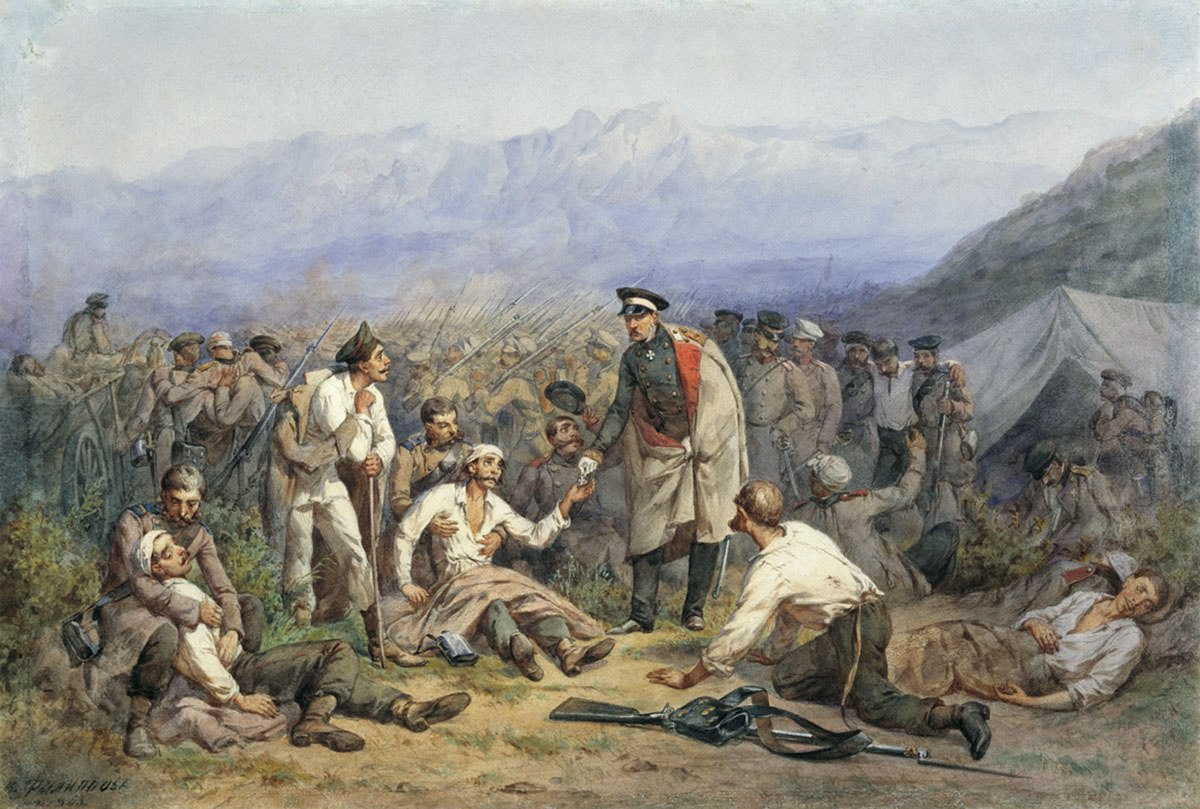
Efter slaget vid Sevastopol, omkring 1862
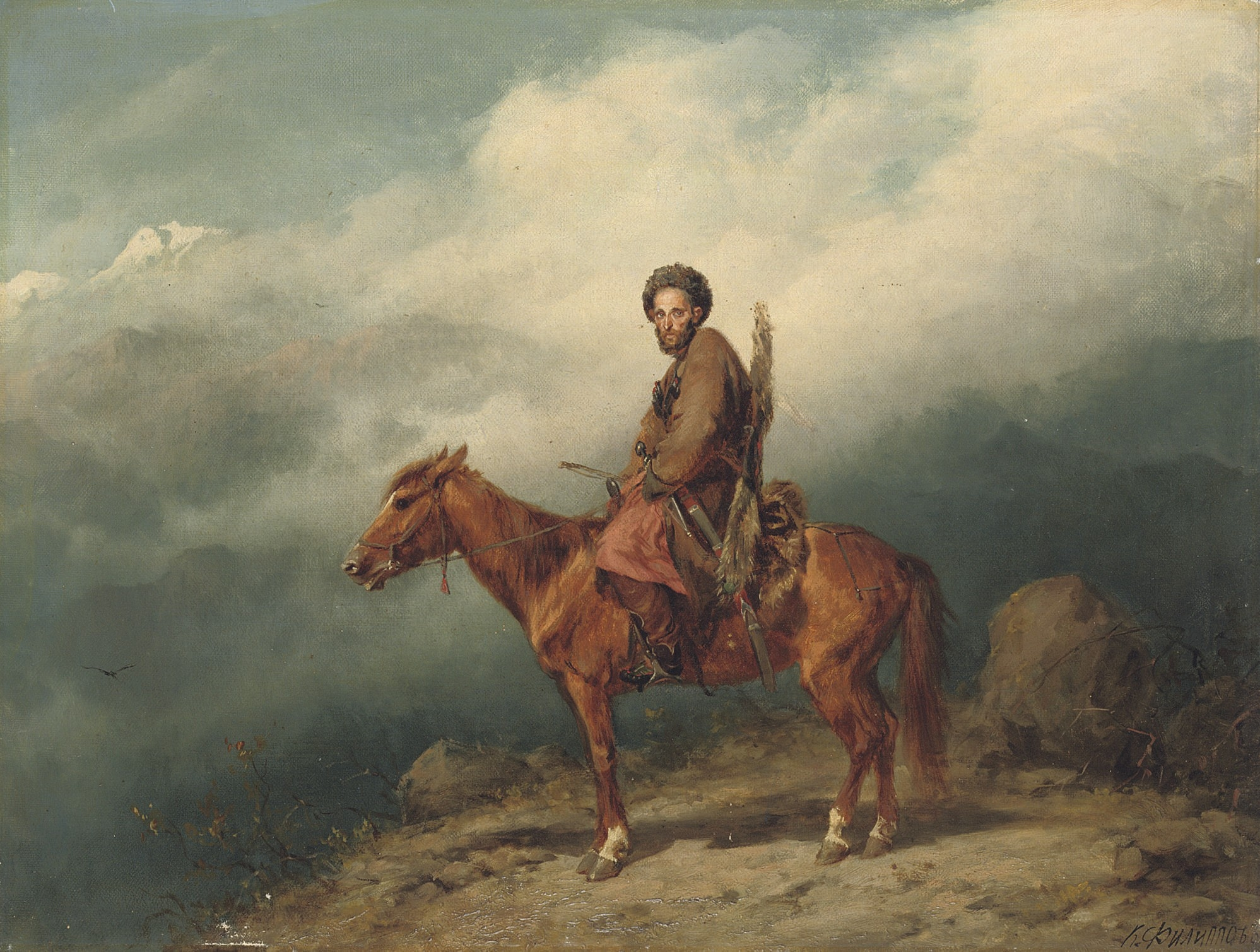
Kaukasisk ryttare, från senare år